# 1,4-Dihidronaftalin
Az 1,4-dihidronaftalin a szénhidrogének közé tartozó szerves vegyület, képlete C10H10. A naftalinhoz hasonlít, de attól eltérően az egyik gyűrűje részlegesen telített. Naftalin etanolban végzett nátriumos redukciójával állítható elő. Instabil vegyület, etanolos nátrium-etoxid oldatban melegítve könnyen 1,2-dihidronaftalinná izomerizál.